# Madonna dell'Orto

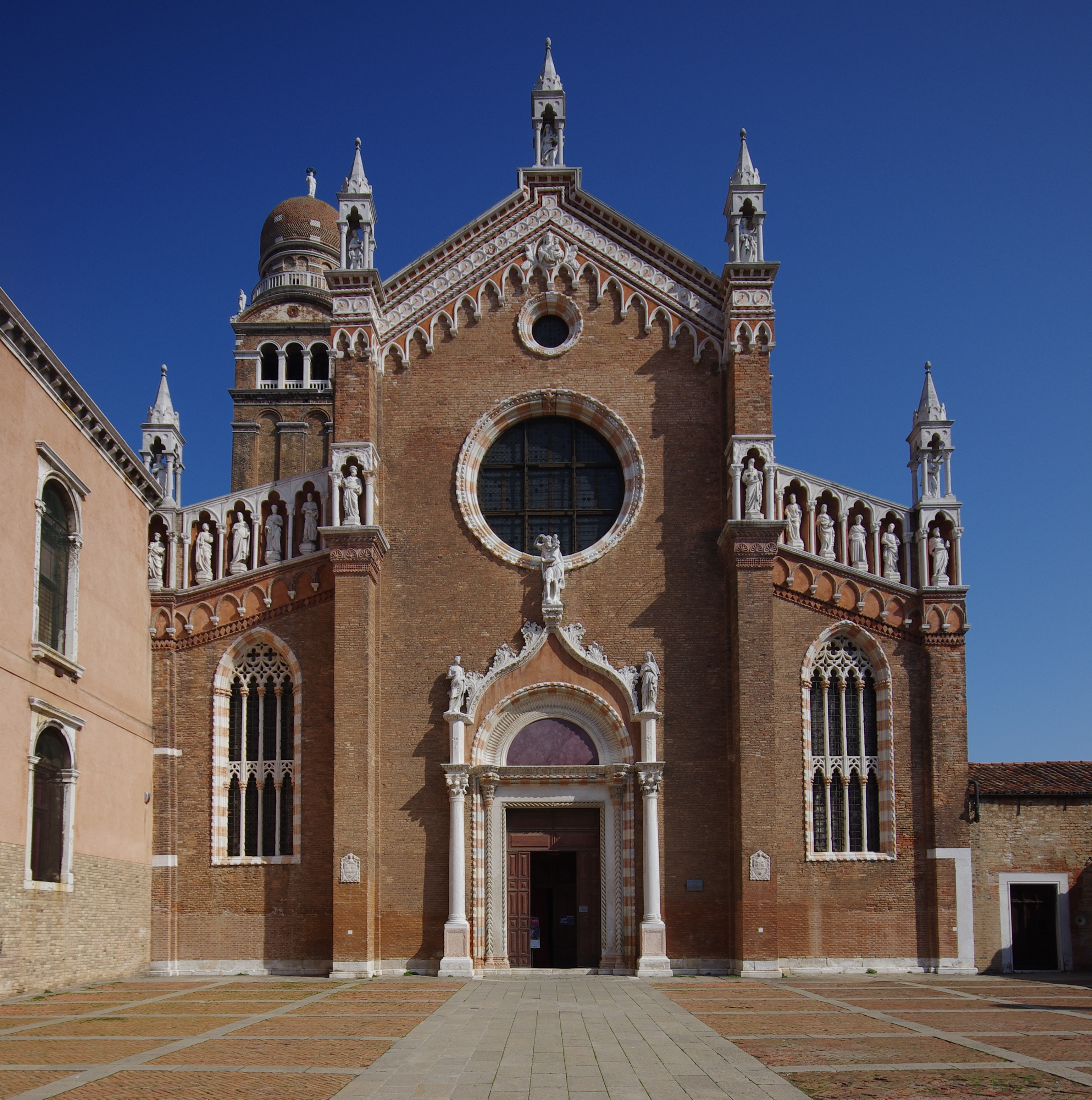
Madonna dell'Orto

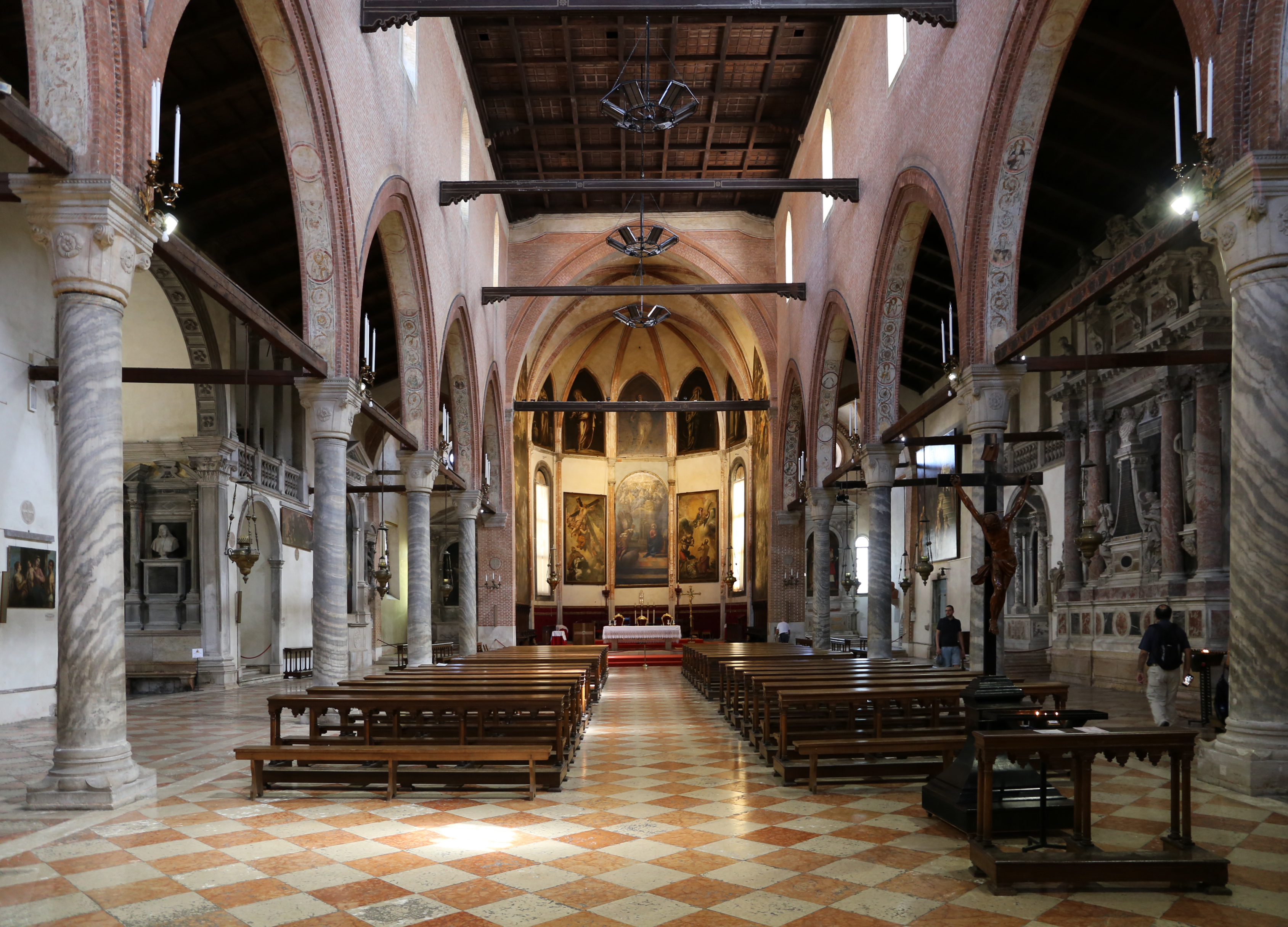
Interieur van de Madonna dell'orto

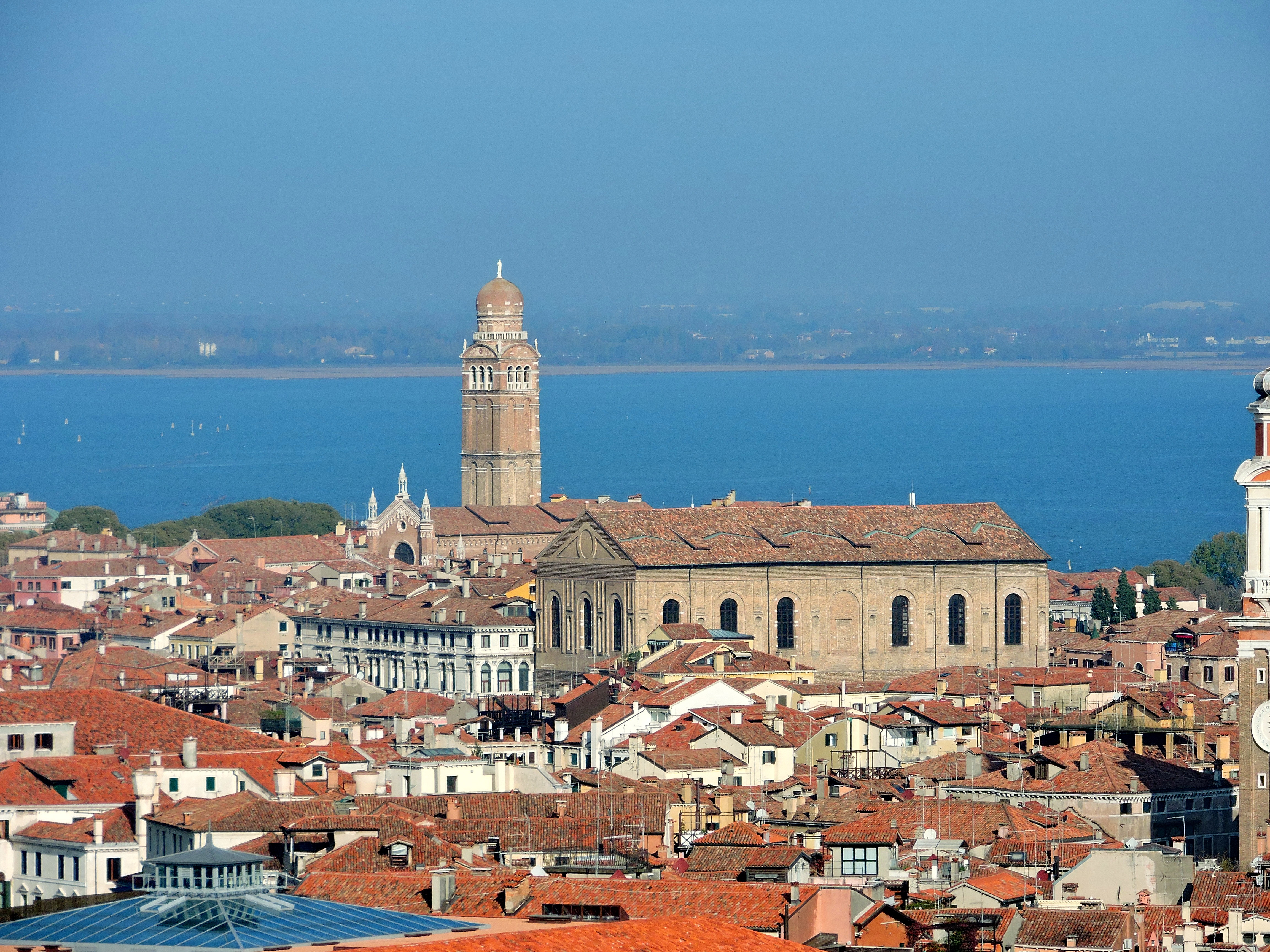
De Scuola Grande Della Misericordia en de Chiesa della Madonna dell'Orto

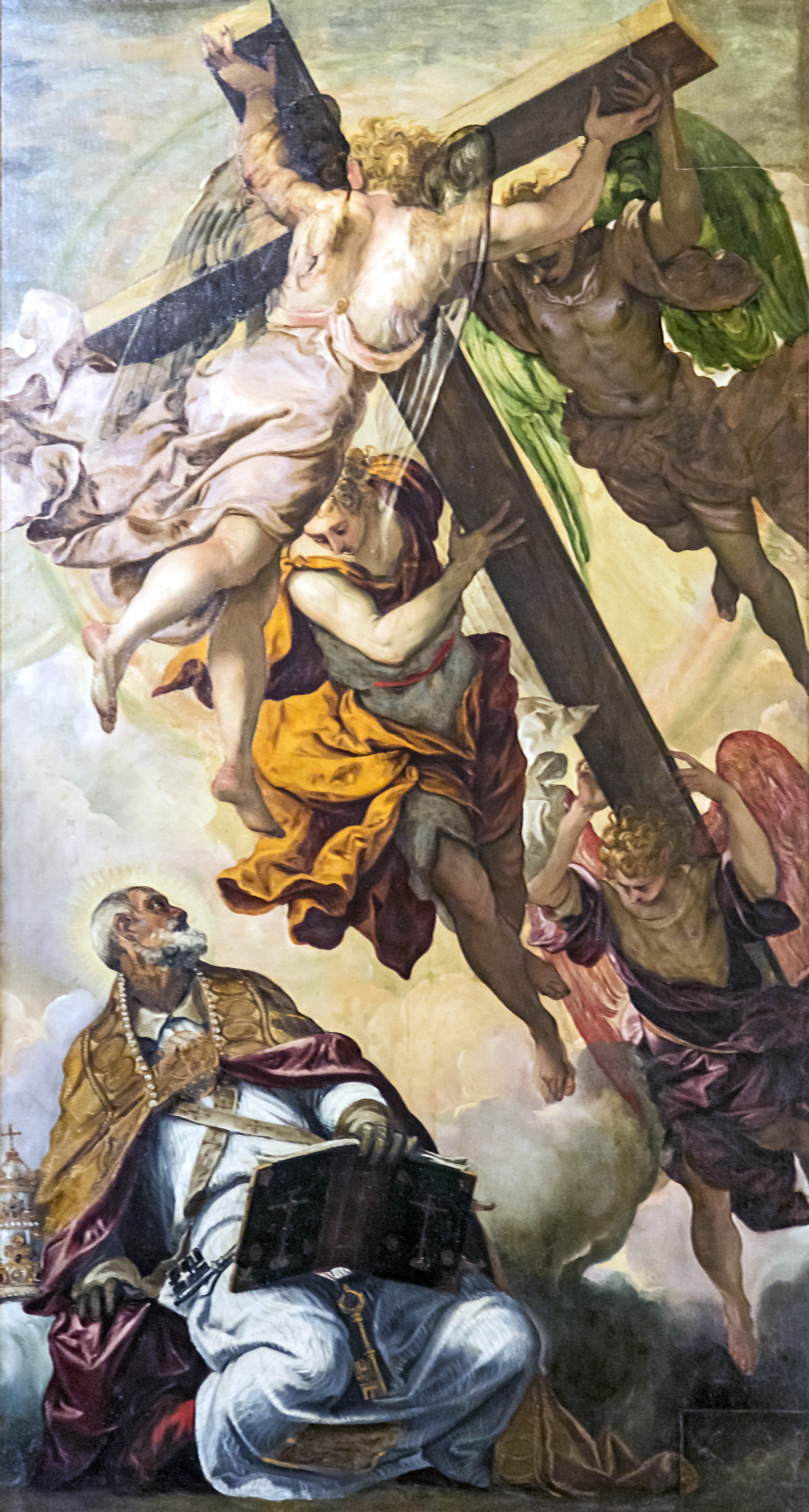
La visione della Croce di san Pietro van Tintoretto (circa 1550)

De Madonna dell'Orto, voluit Chiesa della Madonna dell'Orto, is een katholiek kerk in de sestiere Cannaregio in de Italiaanse stad Venetië.

## Geschiedenis
Deze oorspronkelijk uit de 14de eeuw stammende gotische kerk was gewijd aan de H. Christoforus, schutspatroon van de reizigers, ter bescherming van de veerlieden die passagiers vervoerden naar de noordelijke eilanden van de lagune. Een 15de-eeuws beeld van de heilige, dat is gerestaureerd in opdracht van de stichting Venice in Peril ('Venetië in gevaar'), staat boven het hoofdportaal. Aan het begin van de 15de eeuw werd de kerk herbouwd en gewijd aan Maria, nadat in een moestuin (orto) vlakbij een wonderdadig Mariabeeld werd gevonden. 

## Interieur
Het bijna geheel met baksteen beklede interieur is ruim en licht. Rechts is een schilderij van Cima da Conegliano, Johannes De Doper en andere heiligen (rond 1493). De lege plek in de kapel ertegenover werd ingenomen door Giovanni Bellini's Madonna met Kind (rond 1478), dat in 1993 voor de derde keer is gestolen. De belangrijkste kunstwerken zijn die van Tintoretto, die hier ter kerke ging. Zijn graf, met gedenkplaat, is te vinden - samen met dat van zijn kinderen - in de kapel rechts van het koor. Er zijn onder meer enorme meesterwerken in het koor (1562 - 1564) te bekijken. Het Laatste Oordeel, op de rechterwand, joeg de vrouw van de Engelse kunstcriticus John Ruskin de stuipen op het lijf. Op de linkerwand zou de De aanbidding van het gouden kalf een zelfportret van de schilder bevatten: de vierde figuur van links, drager van het kalf. In de San Maurokapel, aan het einde van de rechterzijbeuk, staat het Mariabeeld van Giovanni de'Santi, dat aanleiding was voor de naamsverandering van de kerk.

## De campanile
De 56 m hoge bakstenen vierkante campanile is gebouwd op het einde van de 15e en begin 16e eeuw. De toren is aan de vier zijden versierd met telkens drie pilasters. Daarboven is de cella campanaria, langs de vier zijden geopend met vensters met ronde bogen. Vier pendentieven scheiden de cella campanaria van de uivormige en oosters geïnspireerde pendentiefkoepel. Boven de hoeken van de cella campanaria staan de beelden van de vier evangelisten en op de top van de koepel staat het beeld van de Verlosser. De beelden zijn het werk van de school van Pietro Lombardo. De toren is zichtbaar vanaf het grootste deel van de noordelijke lagune en de campanile van de Madonna dell'Orto is een van de eerste Venetiaanse klokkentorens die te zien is bij aankomst in Venetië vanaf de Ponte della Libertà of de naastliggende spoorwegbrug.
De bouw werd voltooid in 1503, zoals blijkt uit de datum die in de koepel is gegraveerd en uit de loden doos die zich in de koepel bevond met daarin relikwieën en een inscriptie uit 1503.
In het perspectiefplan van Venetië, ontworpen door Jacopo de' Barbari in 1500, is de klokkentoren afgebeeld tot aan de cella campanaria, de bovenliggende koepel was in dat jaar nog niet was voltooid.
De oude klokken in de cella campanaria, waarvan de grootste uit 1424 stamde, werden in 1883 vervangen door de pastoor Jacopo Jagher en notaris Carlo Candiani, zoals blijkt uit de inscriptie die in de ring is gegraveerd. Het gaat om drie klokken van de gieterij "Luigi Cavadini e figlio in Verona". In 1931 werd een vierde klok, de sonello, toegevoegd, van dezelfde Veronese gieterij.